# Zapasy na Igrzyskach Boliwaryjskich 1985
Turniej w ramach Igrzysk w 1985 roku. 

## Tabela medalowa
Gospodarz zawodów został zaznaczony kolorem.
| Poz.  | Państwo   |    |    |    | Łącznie |
| ----- | --------- | -- | -- | -- | ------- |
| 1.    | Wenezuela | 9  | 5  | 3  | 17      |
| 2.    | Kolumbia  | 6  | 4  | 8  | 18      |
| 3.    | Peru      | 3  | 4  | 3  | 10      |
| 4.    | Panama    | 1  | 4  | 1  | 6       |
| 5.    | Ekwador   | 1  | 2  | 4  | 7       |
| 6.    | Boliwia   | 0  | 1  | 0  | 1       |
| Razem | Razem     | 20 | 20 | 19 | 59      |

## Wyniki

### W stylu klasycznym
| Waga   | Złoty                  | Srebrny           | Brązowy          |
| ------ | ---------------------- | ----------------- | ---------------- |
| 48 kg  | Nelson Vásquez         | Arquímides Robles | John Trujillano  |
| 52 kg  | Javier Rincón          | César Herrera     | Hamilton Sánchez |
| 57 kg  | Jesús Vale             | Galo Legarda      | Oscar Muñoz      |
| 62 kg  | Fredy Ochoa            | Alvaro Bonilla    | Daniel Merchán   |
| 68 kg  | Néstor García          | Herminio Hidalgo  | Juan Caro        |
| 74 kg  | Joselio Mosquera       | Jairo Guerrero    | Pedro Murillo    |
| 82 kg  | Evelio de Jesús Suárez | Félix Isisola     | Luis Palomino    |
| 90 kg  | José Tovar             | Ernesto Sánchez   | Milko Linares    |
| 100 kg | Juan García            | Luis Arboleda     | ----             |
| 130 kg | Miguel Zambrano        | Mario Madrid      | Javier Gil       |

### W stylu wolnym
| Waga   | złoty            | srebrny                | brązowy         |
| ------ | ---------------- | ---------------------- | --------------- |
| 48 kg  | John Trujillano  | Javier Delgado         | José Martínez   |
| 52 kg  | Javier Rincón    | Oscar García           | Iván Garcés     |
| 57 kg  | Galo Legarda     | Luis Guevara           | Oscar Muñoz     |
| 62 kg  | Fredy Ochoa      | José Linares           | Marcos Garcés   |
| 68 kg  | Herminio Hidalgo | Iván Valladares        | Edgard Alzate   |
| 74 kg  | Joselio Mosquera | Jay Benavides          | Julio Ochoa     |
| 82 kg  | Félix Isisola    | Evelio de Jesús Suárez | José Arias      |
| 90 kg  | José Tovar       | Flavio Quiroz          | Ernesto Sánchez |
| 100 kg | Juan García      | Guillermo Moor         | Luis Arboleda   |
| 130 kg | Juan Arboláez    | Miguel Zambrano        | Gonzalo García  |